# リード・ギャレット
リード・ギャレット（Reed Garrett, 1993年1月2日 - ）は、アメリカ合衆国バージニア州ヘンライコ郡ヘンライコ出身のプロ野球選手（投手）。右投右打。MLBのニューヨーク・メッツ所属。

## 経歴

### プロ入りとレンジャーズ傘下時代

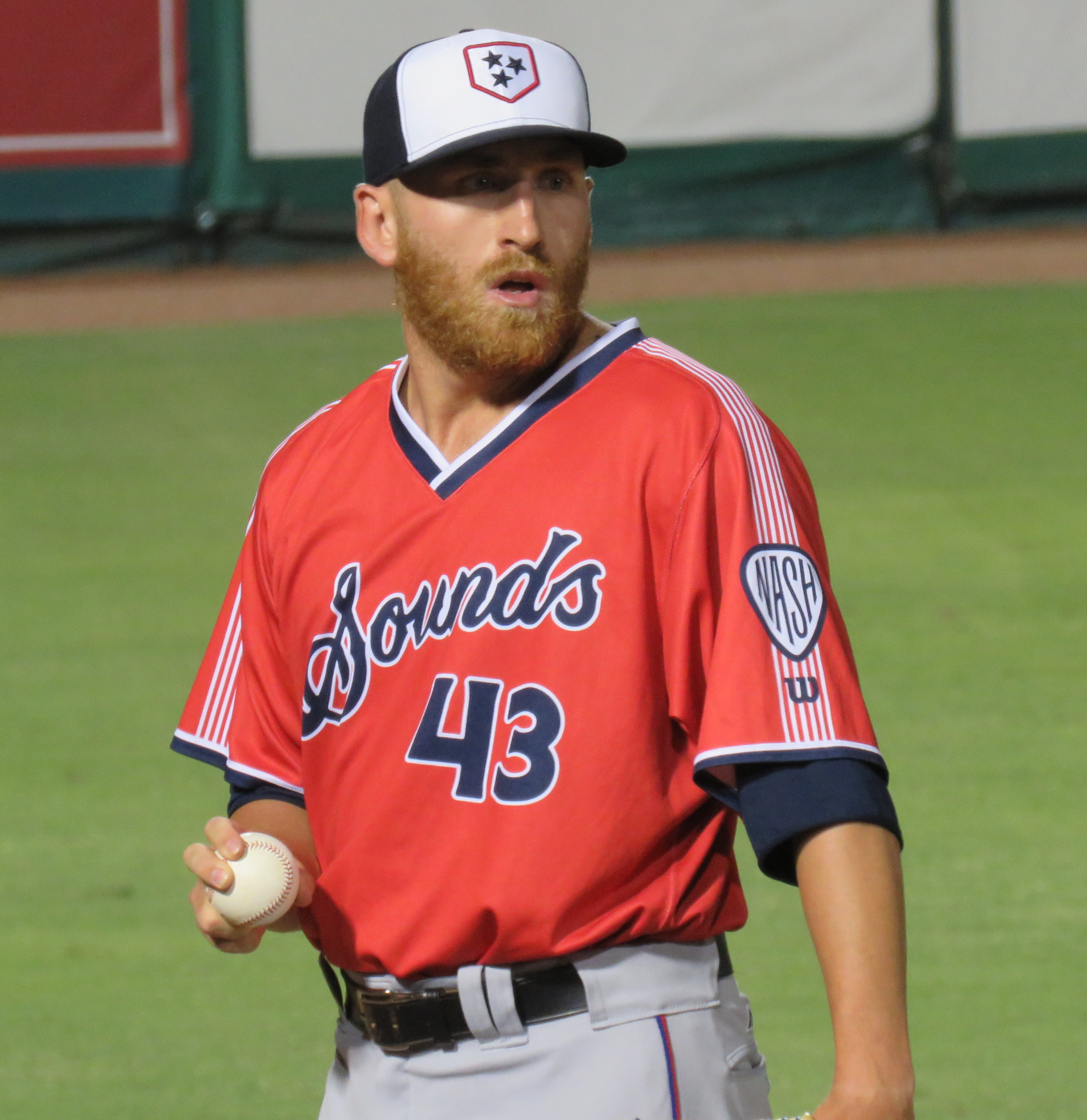
AAA級ナッシュビル時代
（2019年6月21日）

2014年のMLBドラフト16巡目（全体486位）でテキサス・レンジャーズから指名され、プロ入り。契約後、傘下のA-級スポケーン・インディアンスでプロデビュー。16試合（先発9試合）に登板して6勝1敗、防御率4.06、46奪三振を記録した。
2015年はA級ヒッコリー・クロウダッズとA+級ハイデザート・マーベリックスでプレーし、2球団合計で25試合に先発登板して10勝8敗、防御率4.58、96奪三振を記録した。
2016年はA+級ハイデザート、AA級フリスコ・ラフライダーズ、AAA級ラウンドロック・エクスプレスでプレーし、3球団合計で29試合（先発18試合）に登板して4勝9敗、防御率6.24、86奪三振を記録した。オフにはアリゾナ・フォールリーグに参加し、サプライズ・サグアロスに所属した。
2017年はAA級フリスコでプレーし、44試合（先発4試合）に登板して2勝5敗10セーブ、防御率4.98、70奪三振を記録した。
2018年はAA級フリスコとAAA級ラウンドロックでプレーし、2球団合計で51試合に登板して4勝2敗21セーブ、防御率2.04、61奪三振を記録した。

### タイガース時代
2018年12月13日にルール・ファイブ・ドラフトでデトロイト・タイガースから指名され、移籍した。
2019年は開幕25人枠入りし、3月29日のトロント・ブルージェイズ戦でメジャーデビュー。5月17日にDFAとなった。タイガースでは13試合に登板して防御率8.22、10奪三振を記録した。

### レンジャーズ傘下復帰
2019年5月19日、ルール・ファイブ・ドラフトの規約でレンジャーズに戻ることになった。5月23日に傘下のAAA級ナッシュビル・サウンズへ配属され、34試合に登板して1勝3敗2セーブ、防御率4.91、40奪三振を記録した。

### 西武時代
2019年12月24日に埼玉西武ライオンズと契約を結んだ。
2020年6月26日の対福岡ソフトバンクホークス戦で8回に3番手で登板し、木村文紀が逆転満塁本塁打を放ったことでNPB初勝利を記録した。8月8日の対日本ハム戦において、NPB移籍後最速となる162km/hを記録した。開幕から勝ちパターンの一角を任されたものの、調子を落としてからは森脇亮介にセットアッパーの座を譲り、ホールドの付かない場面での登板が中心となった。また、10月3日のロッテ戦では「ブルペンデー」での先発を任され、これがNPB移籍初先発となった。49試合に登板し、3勝2敗16ホールド、防御率3.10の成績を記録したが、シーズン終了後の球団との残留交渉が期日までにまとまらず、12月2日付でNPBから一旦自由契約選手として公示された。24日、翌年の契約を更新したことが発表された。
2021年は新型コロナウイルスの影響でチームへの合流と調整が遅れるも、無事に開幕を一軍で迎え、4月4日の福岡ソフトバンクホークス戦でNPB移籍初セーブを記録した。森脇が右肩痛で不在ということもあり再び勝ちパターンの一角を担い、増田達至が不調で抹消されると試合展開に応じて平良海馬と共に8回、9回を任されるようになった。しかし、背信投球が目立つようになり、5月28日の阪神タイガース戦では2点リードの9回表に登板するも0.2イニングを投げて5失点で敗戦投手。これが抑えとしての登板では3度目の救援失敗となり、その後は平良が抑えに固定された。前半戦を終えて五輪の中断期間で一時帰国し、その後再来日したが空港での検査で新型コロナウイルス陽性が確認された。幸い療養を始めて早期に検査で陰性が確認され、8月4日に練習復帰しその後一軍に合流、エキシビションマッチにも登板し、無事に後半戦の開幕を一軍で迎えた。ただ後半戦も不安定な投球が続き、この年は4勝3敗17ホールド2セーブ、チーム2位の61試合に登板したものの防御率3.77と安定感を欠いた。10月21日に登録を抹消されるとシーズン終了を前に帰国したことが同日に球団から発表された、11月12日に退団が発表された。

### ナショナルズ時代
2022年2月20日にワシントン・ナショナルズとマイナー契約を結んだ。3月14日にスプリングトレーニングに招待選手として参加することになった。

### オリオールズ時代
2023年1月19日にボルチモア・オリオールズとマイナー契約を結んだ。6月14日に負傷者リスト入りしたオースティン・ボスの代替としてアクティブ・ロースター入りした。しかし2試合に登板後、6月18日にDFAとなった。

### メッツ時代
2023年6月25日にウェイバー公示を経てニューヨーク・メッツへ移籍した。

## 選手としての特徴
| 球種         | 配分 | 平均球速 | 平均球速 | 水平運動 | 鉛直運動 |
| 球種         | %    | mph      | km/h     | in       | in       |
| ------------ | ---- | -------- | -------- | -------- | -------- |
| フォーシーム | 63   | 96       | 155      | -6       | 9        |
| カーブ       | 27   | 86       | 138      | 0        | -3       |
| スライダー   | 7    | 91       | 147      | 1        | 3        |
| スプリット   | 3    | 88       | 142      | -8       | 4        |

2020年の最速球速は101mph（約162km/h）。縦に落ちるパワースライダー、最速140km/hを計測するナックルカーブが武器で、空振りが奪える上に、ゴロを打たせることもできる。
交流戦に備えた打撃練習では柵越えを3発披露している。

## 詳細情報

### 年度別投手成績
| 年 度    | 球 団    | 登 板 | 先 発 | 完 投 | 完 封 | 無 四 球 | 勝 利 | 敗 戦 | セ 丨 ブ | ホ 丨 ル ド | 勝 率 | 打 者 | 投 球 回 | 被 安 打 | 被 本 塁 打 | 与 四 球 | 敬 遠 | 与 死 球 | 奪 三 振 | 暴 投 | ボ 丨 ク | 失 点 | 自 責 点 | 防 御 率 | W H I P |
| -------- | -------- | ----- | ----- | ----- | ----- | -------- | ----- | ----- | -------- | ----------- | ----- | ----- | -------- | -------- | ----------- | -------- | ----- | -------- | -------- | ----- | -------- | ----- | -------- | -------- | ------- |
| 2019     | DET      | 13    | 0     | 0     | 0     | 0        | 0     | 0     | 0        | 0           | ----  | 77    | 15.1     | 24       | 3           | 11       | 0     | 1        | 10       | 0     | 0        | 15    | 14       | 8.22     | 2.41    |
| 2020     | 西武     | 49    | 1     | 0     | 0     | 0        | 3     | 2     | 0        | 16          | .600  | 220   | 49.1     | 52       | 2           | 20       | 0     | 3        | 45       | 1     | 0        | 20    | 17       | 3.10     | 1.46    |
| 2021     | 西武     | 61    | 0     | 0     | 0     | 0        | 4     | 3     | 2        | 17          | .571  | 258   | 57.1     | 57       | 6           | 33       | 0     | 0        | 59       | 3     | 1        | 28    | 24       | 3.77     | 1.57    |
| 2022     | WSH      | 7     | 0     | 0     | 0     | 0        | 0     | 1     | 0        | 0           | .000  | 49    | 9.1      | 24       | 3           | 8        | 1     | 1        | 6        | 1     | 0        | 8     | 7        | 8.22     | 2.25    |
| 2023     | BAL      | 2     | 0     | 0     | 0     | 0        | 0     | 0     | 0        | 0           | ----  | 16    | 2.2      | 7        | 0           | 1        | 0     | 0        | 0        | 0     | 0        | 3     | 3        | 10.13    | 3.00    |
| 2023     | NYM      | 9     | 0     | 0     | 0     | 0        | 1     | 0     | 0        | 0           | 1.000 | 71    | 17.0     | 15       | 3           | 6        | 0     | 1        | 16       | 0     | 0        | 11    | 11       | 5.82     | 1.24    |
| '23計    | NYM      | 11    | 0     | 0     | 0     | 0        | 1     | 0     | 0        | 0           | 1.000 | 87    | 19.2     | 22       | 3           | 7        | 0     | 1        | 16       | 0     | 0        | 14    | 14       | 6.41     | 1.47    |
| 2024     | NYM      | 53    | 0     | 0     | 0     | 0        | 8     | 5     | 4        | 14          | .615  | 247   | 57.1     | 50       | 6           | 30       | 1     | 2        | 83       | 1     | 0        | 28    | 24       | 3.77     | 1.40    |
| MLB：4年 | MLB：4年 | 84    | 0     | 0     | 0     | 0        | 9     | 6     | 4        | 14          | .666  | 460   | 101.2    | 109      | 13          | 58       | 1     | 3        | 115      | 1     | 0        | 65    | 59       | 5.22     | 1.64    |
| NPB：2年 | NPB：2年 | 110   | 1     | 0     | 0     | 0        | 7     | 5     | 2        | 33          | .583  | 478   | 106.2    | 109      | 8           | 53       | 0     | 3        | 104      | 4     | 1        | 48    | 41       | 3.46     | 1.52    |

- 2024年度シーズン終了時

### 年度別守備成績
| 年 度 | 球 団 | 投手  | 投手  | 投手  | 投手  | 投手  | 投手     |
| 年 度 | 球 団 | 試 合 | 刺 殺 | 補 殺 | 失 策 | 併 殺 | 守 備 率 |
| ----- | ----- | ----- | ----- | ----- | ----- | ----- | -------- |
| 2019  | DET   | 13    | 0     | 0     | 0     | 0     | ----     |
| 2020  | 西武  | 49    | 4     | 4     | 1     | 0     | .889     |
| 2021  | 西武  | 61    | 5     | 6     | 1     | 0     | .917     |
| 2022  | WSH   | 7     | 0     | 0     | 1     | 0     | .000     |
| 2023  | BAL   | 2     | 0     | 1     | 0     | 0     | 1.000    |
| 2023  | NYM   | 9     | 1     | 1     | 0     | 0     | 1.000    |
| '23計 | NYM   | 11    | 1     | 2     | 0     | 0     | 1.000    |
| 2024  | NYM   | 53    | 1     | 7     | 1     | 0     | .889     |
| MLB   | MLB   | 84    | 2     | 9     | 2     | 0     | .846     |
| NPB   | NPB   | 110   | 9     | 10    | 2     | 0     | .905     |

- 2024年度シーズン終了時

### 記録

#### NPB
初記録
- 初登板・初ホールド：2020年6月19日、対北海道日本ハムファイターズ1回戦（メットライフドーム）、8回表に3番手で救援登板、1回無失点
- 初奪三振：同上、8回表に近藤健介から空振り三振
- 初勝利：2020年6月26日、対福岡ソフトバンクホークス4回戦（メットライフドーム）、8回表に3番手で救援登板、1回無失点
- 初先発登板：2020年10月3日、対千葉ロッテマリーンズ19回戦（ZOZOマリンスタジアム）、2回2/3無失点
- 初セーブ：2021年4月4日、対福岡ソフトバンクホークス3回戦（福岡PayPayドーム）、9回裏に5番手で救援登板・完了、1回無失点

### 背番号
- 50（2019年）
- 33（2020年 - 2021年）
- 53（2022年）
- 66（2023年 - 同年途中）
- 75（2023年途中 - ）